# 杨根林
杨根林（1924年2月—2017年6月7日），河北望都人，中华人民共和国政治人物。

## 生平
1940年3月参加革命，1941年7月加入中国共产党。1973年2月至1976年1月，担任新疆生产建设兵团农十二师副书记。1980年1月至1984年1月，担任乌鲁木齐市民政局党组书记、局长。1985年12月，离职休养。2017年6月7日在乌鲁木齐逝世，享年93岁。